# Stefan Bernhard Eck
Stefan Bernhard Eck (ur. 8 stycznia 1956 w Homburgu) – niemiecki polityk, marketingowiec, działacz na rzecz praw zwierząt, lider Partii Człowiek, Środowisko, Ochrona Zwierząt (Die Tierschutzpartei), poseł do Parlamentu Europejskiego VIII kadencji.

## Życiorys
Kształcił się w zakresie inżynierii przemysłowej, następnie zarządzania reklamą (w specjalizacji filmów i zdjęć reklamowych). Pracował w zawodach związanych z reklamą i sztuką.
Zaangażował się w działalność organizacji broniących praw zwierząt, został również weganinem. W 2006 stanął na czele regionalnego oddziału Die Tierschutzpartei w Saarze, a rok później objął stanowisko przewodniczącego krajowych struktur tego ugrupowania. W 2014 Stefan Bernhard Eck został liderem listy wyborczej swojej partii w wyborach europejskich, w których uzyskał mandat eurodeputowanego VIII kadencji. Kilka miesięcy później wystąpił z Die Tierschutzpartei.
W PE zasiadał do 2019, w 2020 dołączył do Ekologicznej Partii Demokratycznej.